# Lorenzo Patta
Lorenzo Patta (Oristano, 23 de março de 2000) é um atleta italiano, campeão olímpico.
Nos Jogos Olímpicos de Verão de 2020, conquistou a medalha de ouro na prova de revezamento 4x100 metros masculino com o tempo de 37.50 segundos, ao lado de Marcell Jacobs, Fausto Desalu e Filippo Tortu. Em 13 de maio de 2021, correndo em Savona em 10.13 s, estabeleceu o sétimo melhor desempenho italiano de todos os tempos.